# Антоний Краснохолмский
Антоний Краснохолмский (? — ум. 1481) — православный святой, преподобный, местночтимый святой в Бежецкой епархии Тверской митрополии; основатель Краснохолмского Николаевского Антониева монастыря (после 1461 года). Место погребения точно неизвестно: считается, что мощи почивают под спудом рядом с монастырским Никольским собором.
День памяти — 17 (30) января и в 1-е воскресенье после праздника святых апостолов Петра и Павла, то есть после 29 июня (12 июля), в Соборе Тверских святых.

## Житие

#### Из монастырского «Летописца»
Согласно монастырскому «Летописцу», прп. Антоний пришел в пределы города Городецка Бежецкого Верха (ныне город Бежецк Тверской области) из «страны, называемой человеческими словами Белозерской», будучи «пустынножителем», «священноиноком» и старцем". «Летописец» указывает точную дату появления прп. Антония в пределах Городецка — 1461 (6969) год. Проходя землями, принадлежавшим местным землевладельцам боярам Нелединским, старец занемог. Получив в скором времени по Божией милости чудесное исцеление от болезни, прп. Антоний решил провести свою жизнь в молитвенном уединении в этих местах, выбрав себе живописный и безлюдный уголок при слиянии рек Неледины и Могочи. Испросив участок земли у боярина Афанасия Васильевича Нелединского (А. В. Нелединский — реальное историческое лицо, только жил он на сто лет позже, о нём см. у А. В. Яганова), прп. Антоний поставил себе келью для проживания и часовню для молитвословия. Благочестивая жизнь Антония привлекла к нему людей, некоторые из которых оставались жить с ним. «Летописец» сообщает, что в скором времени прп. Антонием было положено начало монастырю: «И нача той пустынножитель… церковь во имя великаго святителя и Чудотворца Николая Мирликийского древяну созидати и, создав её, святыми иконами благолепне той храм украси и божественными книгами довольно снабди и не по мнозем времени той храм забралом огради и нача собирати братию». При этом в «Летописце» нет указаний на дату закладки деревянной церкви и образования монашеской общины, потому лишь условно можно говорить о том, что произошло это в 1461 году. Официально именно это дата является годом основания монастыря, поскольку именно под этой датой в «Летописце» упоминается приход прп. Антония в пределы Городецка с последующим созиданием монастыря. Антоний нигде в тексте «Летописца» в основанной им обители не назван игуменом, а лишь «наставником» и «строителем». Нигде в тексте «Летописца» Антоний не упоминается и как преподобный, отмечается только «богоподвижность» его жития. Последним делом в земной жизни прп. Антония, согласно «Летописцу», стала закладка каменного монастырского собора — Никольского храма — в 1481 (6989) году. Не дождавшись окончания строительства собора, Антоний скончался и был погребен братией на территории монастыря (место в «Летописце» не указано). Последующее монастырское придание, возникшее, вероятно, во второй половине XVII века в период активного восстановления и нового расцвета монастыря, относит захоронение прп. Антония вблизи Никольского собора под спудом. В 1690 году над этим местом была выстроена часовня по имя Всех Святых.

#### Современные данные
По всей видимости, прп. Антоний никогда не был официально канонизирован (такие данные историками не обнаружены), а почитался «усопшим подвижником» и, скорее всего, только в основанном им монастыре. Известные рукописные и печатные месяцесловы до конца XVIII века не упоминают памяти прп. Антония. Петербургская исследовательница А. А. Романова обнаружила упоминание памяти прп. Антония Краснохолмского в трех старообрядческих святцах, принадлежавших Ф. П. Бабушкину, и датировала их началом XIX века, отметив две памяти преподобного — 17 (30) января и 7 (20) мая. К началу XIX века относится и приписка о прп. Антонии в синодике Краснохолмского монастыря, датируемого 1681 годом.
В настоящее время прп. Антоний Краснохолмский официально входит в собор Тверских святых, является местночтимым святым в Бежецкой епархии Тверской митрополии. Память его совершается в день памяти прп. Антония Великого, вероятно, по аналогии имен и подвига, 17 (30) января и в соборе Тверских святых (1-е воскресенье после 29 июня (12 июля), после праздника первоверховных апостолов Петра и Павла).
В 90-е годы XX века экспедициями А. М. Салимова Архивная копия от 8 октября 2017 на Wayback Machine (ТФ ГАСК) и В. А. Булкина (СПбГУ), а также экспедицией А. М. Салимова 2008 года на территории монастыря проводились археологические изыскания. В ходе экспедиций был установлен факт существования монашеского поселения на территории Краснохолмского Николаевского Антониева монастыря в XV веке, наличие деревянных построек на месте Никольского собора; обнаружено 9 монашеских погребений в слое XV века, но мощей прп. Антония Краснохолмского среди них выявлено не было.

## Топонимическое прозвище святого
Топонимическое прозвище преподобного Антония указывает на место его подвига — город Красный Холм, в километре от которого находится Николаевский Антониев монастырь. До 1776 года город Красный Холм являлся селом и носил название Спас на Холму.
Как Антоний Краснохолмский святой обозначен в святцах Ф. П. Бабушкина. Запись на полях святцев XVIII века, по мнению А. А. Романовой, была внесена рукой составителя в начале XIX века. Получить прозвище «Краснохолмский» Антоний мог только после 1776 года, поскольку именно в этом году село Спас на Холму, которое исторически и территориально связано с Николаевским Антониевым монастырем, было переименовано в город Красный Холм, а сам монастырь по генеральному плану города был фактически включен в его черту.
Имел ли преподобный Антоний какие-либо иные прозвища до рубежа XVIII—XIX веков, и когда именно за ним закрепилось прозвище «Краснохолмский» — неизвестно.

## Почитание
Преподобный Антоний Краснохолмский являлся и является местночтимым святым в Бежецкой и Весьегонской епархии Тверской митрополии. В записках историка М. П. Погодина (1841 год) отмечается, что «монастырь называется Антониевским, но когда он построен, кто был этот основатель Антоний, где жил, когда скончался, и где погребен, неизвестно. Лишь только хранится в народе память об его добродетелях, и жители ходят служить по нем панихиды». Это означает, что Антоний изначально почитался «усопшим подвижником» и, скорее всего, только в основанном им монастыре. В позднее средневековье в Русской Православной церкви сложилась определённая практика почитания в монастырях их основателей. Следов такого почитания в ранних монастырских источниках Николаевского Антониева монастыря (они относятся к XVI веку) исследователями не выявлено. Сохранился письменный источник, упоминающий монастырь как Антониев, который позволяет говорить, что Николаевский Антониев монастырь носил имя своего основателя уже к началу XVI века, — "Выкупная запись Серко Федорова сына Олвсофиева и Семена Дмитриева сына Олвсофиева на «[пол]овину деревни Медведева у игумену у Енатия з братиею онтонова монастыря» 1545/1546 года (обнаружен в РГАДА московским исследователем А. Е. Тарасовым Архивная копия от 9 октября 2017 на Wayback Machine). Поскольку церквей, которые были бы посвящены прп. Антонию Великому или какому-либо другому святому Антонию в монастыре не было (по источникам не прослеживаются), логичнее предположить, что наименование монастыря сохранило имя своего основателя. Для Средневековья наименование монастыря не могло быть случайностью, поскольку тогда, как отмечает исследователь А. Г. Мельник, «монастырь и его святой в значительной степени отождествлялись». Почитание Антония Краснохолмского как подвижника благочестия начинается с конца XVII века непосредственно в Николаевском Антониевом монастыре, в месте его духовного подвига. Так это обстоятельство воспринималось и в конце XVII века автором монастырского «Летописца»: «Той преждеупомянутый строитель, священноинок, зовомый именем Антоний, по богоугодному житию, учинися того Богом спасаемого места наставник и строитель и нача нарицатися то святое богоустрояемое место по имени того преждеупомянутаго отца и началоздателя, старца именем Антония…». Почитание святого Антония Краснохолмского как преподобного начинается, вероятно, не ранее конца XVIII века, а по мнению А. А. Романовой, с последней четверти XIX века.

## Иконография
О факте позднего почитания прп. Антония как святого свидетельствует и то, что все известные его иконописные изображения довольно поздние — второй половины XIX—XX веков. Предположительно, самое раннее из них — фресковое изображение прп. Антония в медальоне на своде бежецкого храма Иоанна Богослова (недействующий) — относится к 60-м годам XIX века. В Бежецке предположительно сложилась особая иконописная традиция изображения прп. Антония. Известно 4 отдельных иконописных изображения святого, 6 изображений в «Соборе Тверских святых», 2 — в «Соборе Бежецких святых», 1 совместное с прп. Нектарием Бежецким.